# Barbourula
Barbourula es un género de anfibios anuros representado por dos especies que habitan en las Filipinas y en Borneo. 

## Especies
- Barbourula busuangensis Taylor & Noble, 1924 - Filipinas
- Barbourula kalimantanensis Iskandar, 1978 - Kalimantan